# Suctobelbella longicuspis
Suctobelbella longicuspis är en kvalsterart som beskrevs av Arthur P. Jacot 1937. Suctobelbella longicuspis ingår i släktet Suctobelbella och familjen Suctobelbidae.

## Underarter
Arten delas in i följande underarter:
- S. l. longicuspis
- S. l. lanceolata